# 샘 하우저
샘 하우저 (Sam Houser) (1971년 출생)는 영국의 비디오 게임 제작자이다. 그는 록스타 게임즈의 공동 설립자이자 CEO이며, 그랜드 테프트 오토 프랜차이즈 게임 배후에 있는 크리에이티브의 원동력 중 한 명이다.그는 GTA를 3D 환경 시대로 끌어들여, 완전한 3D 엔진 아래 현실적인 도시를 만들고 비디오 게임의 6세대 시대에 시리즈를 엄청난 수익으로 만든 장본인이다.

## 생애
샘 하우저는 1971년 런던에서 태어났다.변호사 월터 하우저 (Walter Houser)와 배우 제럴딘 모팻 (Geraldine Moffat)의 아들로 태어났다. 샘은 어린 나이에 범죄 영화에서 영감을 받았다. 왜냐하면 그의 어머니가 영화 장르에서 여배우였기 때문이다. 어린 시절, 더 가웨이 (The Getaway)는 샘이 야심찬 "은행강도"가 되도록 영감을 준 주요 원천이었다.Elite와 Mr. Do!와 같은 아케이드 게임은 샘이 자라면서 가장 좋아하는 게임이었다. 엘리트는 샘에 따르면 "우주 강도" 게임이었고, 그가 어린 나이에 그의 "나쁜 소년" 측면을 탐험할 수 있게 했다.

## 커리어
하우저는 1990년 베르텔스만 뮤직 그룹에 합류하여 회사의 포스트 룸에서 일했다. 1994년, 하우저는 BMG의 새로운 인터랙티브 엔터테인먼트 사업부로 임명되었다.1996년, 하우저는 BMG 인터랙티브의 개발 책임자가 되었다.
샘은 아버지와 함께 음악 레이블의 총괄 프로듀서와 점심을 먹은 후 BMG 인터랙티브의 비디오 프로듀서가 되었고, 그는 하우저가 좋은 아이디어를 가지고 있다고 주장했다. BMG가 작은 CD ROM 회사와 파트너 관계를 맺은 후, 샘은 비디오 게임 개발과 긴밀히 협력하기 위해 BMG의 인터랙티브 퍼블리싱 부서로 옮겼다.
이그제큐티브 프로듀서로서 인정받은 하우저는 그의 형 댄과 함께 그랜드 테프트 오토 시리즈의 몇몇 게임의 제작자이기도 하다. 그랜드 테프트 오토 III에서 그의 책임은 "게임에 외관, 소리, 스토리, 느낌이 제대로 작동하도록 하는 데 있어 무력하다"는 것이었다. 시리즈 전반에 대한 그의 설명은 3개의 6세대 그랜드 테프트 오토 게임이 "밀레니엄 시대(그랜드 테프트 오토 III)를 전후해 동해안을 바라보는 일그러진 모습을 담은 삼부작"을 형성하고, 이어 80년대 마이애미(바이스시티), 마지막으로 90년대 초반 캘리포니아(샌드레이아스)를 바라보는 우리의 모습이 담겨 있다.
역사상 가장 성공적인 비디오 게임 프랜차이즈 중 하나인 그랜드 테프트 오토의 제작자라는 지위에도 불구하고 하우저와 그의 형 댄은 게임의 성공에 대한 공로를 인정받기보다는 록스타 게임 브랜드에 초점을 맞추면서 언론의 주목을 피했다. 2009년, 샘과 댄 하우저는 모두 타임지의 2009년 가장 영향력 있는 100인에 이름을 올렸다. 하우저는 또한 맥스 페인 3과 그랜드 테프트 오토 V를 생산했다.
2015년 텔레비전 영화 게임체인저스에서 대니얼 래드클리프에 의해 연기되었다.

## 개인사
하우저는 2007년에 미국 시민이 되었다. 그는 뉴욕시 브루클린에 산다..

## 총괄 프로듀서
- Grand Theft Auto (1997)
- Body Harvest (1998)
- Space Station Silicon Valley (1998)
- Grand Theft Auto: London 1969 (1999)
- Grand Theft Auto 2 (1999)
- Grand Theft Auto III (2001)
- Grand Theft Auto: Vice City (2002)
- Manhunt (2003)
- Grand Theft Auto: San Andreas (2004)
- Grand Theft Auto: Liberty City Stories (2005)
- The Warriors (2005)
- Grand Theft Auto: Vice City Stories (2006)
- Grand Theft Auto IV (2008)
- Grand Theft Auto: The Lost and Damned (2009)
- Grand Theft Auto: The Ballad of Gay Tony (2009)
- Red Dead Redemption (2010)
- L.A. Noire (2011)
- Max Payne 3 (2012)
- Grand Theft Auto V (2013)
- Red Dead Redemption 2 (2018)

### 성우 역할
- Grand Theft Auto III (2001) – AmmuNation Clerk
- Grand Theft Auto: San Andreas (2004) – Gangster (credited)
- Grand Theft Auto IV (2008)